# Calicalicus
Genre
Calicalicus est un genre d'oiseaux de la famille des Vangidae constitué de deux espèces de Calicalic.

## Liste des espèces
D'après la classification de référence (version 2.2, 2009) du Congrès ornithologique international (ordre phylogénique) :

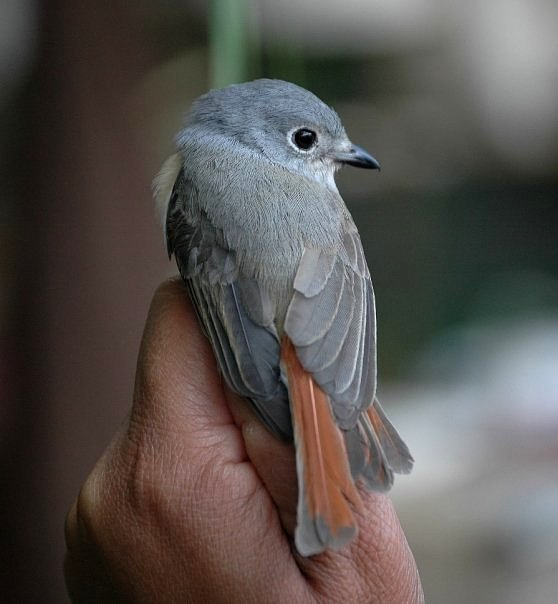
Calicalicus madagascariensis : Vanga à queue rouge.

- Calicalicus madagascariensis : Vanga à queue rouge. Calicalicus madagascariensis – Calicalic malgache

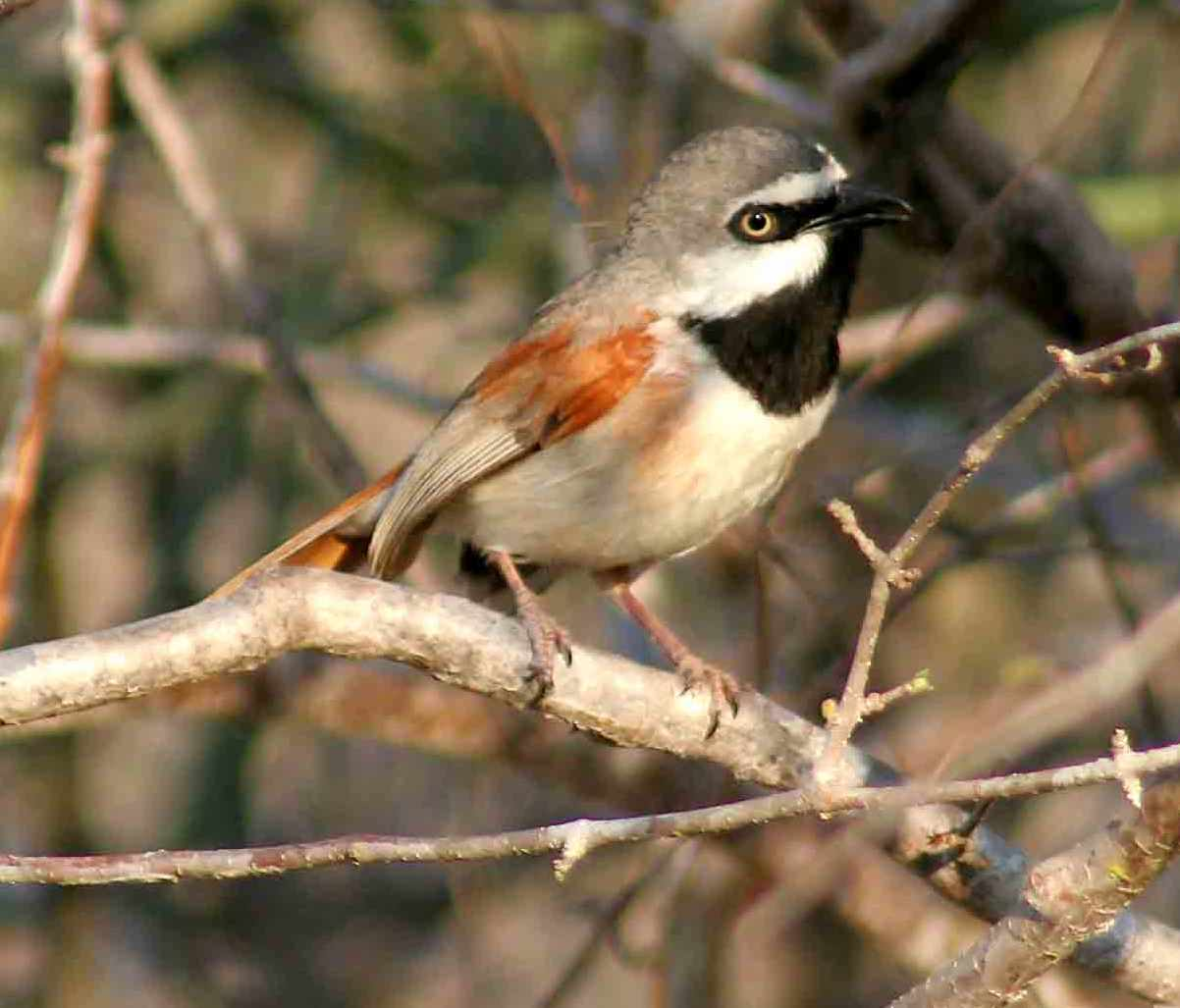
Calicalicus rufocarpalis : Vanga à épaulettes

- Calicalicus rufocarpalis : Vanga à épaulettesCalicalicus rufocarpalis – Calicalic à épaulettes